# Myrmica smythiesii
Myrmica smythiesii är en myrart som beskrevs av Auguste-Henri Forel 1902. Myrmica smythiesii ingår i släktet rödmyror, och familjen myror.

## Underarter
Arten delas in i följande underarter:
- M. s. bactriana
- M. s. cachmiriensis
- M. s. carbonaria
- M. s. exigua
- M. s. fortior
- M. s. hecate
- M. s. himalayana
- M. s. lutescens
- M. s. rupestris
- M. s. smythiesii